# Kolej Herbsko-Kielecka
Kolej Herbsko-Kielecka – lokalny ciąg komunikacyjny, łączący Kielce z Lublińcem przez Włoszczowę, Koniecpol, Częstochowę i Herby.
Nazwa linii nie ma uzasadnienia historycznego, gdyż trasa nie powstała w oparciu o jednolite koncepcyjnie plany i nie istniało jakiekolwiek towarzystwo kolejowe o tej lub podobnej nazwie linię tę realizujące. Na Kolej Herbsko-Kielecką składa się kilka kolejowych odcinków w układzie wschód – zachód, mających różną genezę i powstałych w różnym czasie, lecz dziś tak ze sobą zrośniętych funkcjonalnie, jakby od początku były budowane jako całość.

## Początki
Oddanie do eksploatacji Kolei Warszawsko-Wiedeńskiej wzbudziło ogólne zainteresowanie możliwością uzyskania z nią połączeń. Zwłaszcza duże nadzieje łączono z uzyskaniem połączenia biegnącego na zachód, przez centralną Polskę, z kolejami pruskimi. Od 1854 brano pod uwagę dwie możliwości: odcinek Granica – Mysłowice lub linia Częstochowa – Herby. Nie istniało wtedy jeszcze konkurencyjne połączenie Ząbkowice – Szopienice.
Wariant Częstochowa – Herby zyskał większe poparcie, gdyż nie wymagał pracochłonnych robót ziemnych i pozwalał skrócić drogę przewozu towarów kierowanych do Lublińca, Opola i Wrocławia. Na to proste i obustronnie korzystne rozwiązanie władze spółki kontrolującej linię warszawsko-wiedeńską nie wyraziły zgody. Koncepcji budowy linii jednak nie poniechano, zwłaszcza że jej budową byli żywotnie zainteresowani mniejszościowi, niemieccy udziałowcy Drogi Żelaznej Warszawsko-Wiedeńskiej, jednocześnie będący akcjonariuszami Kolei Prawoodrzańskiej. Ich wniosek o budowę linii z Częstochowy do Herb, złożony w 1867 roku, przewidywał przejęcie wszystkich transportów kierowanych do i ze środkowych oraz południowych Niemiec. Umożliwiłoby to znaczne podwyższenie zysków Towarzystwa Kolei Prawoodrzańskiej.
Z tych zamierzeń mniej cieszyli się Polacy związani z Koleją Warszawsko-Wiedeńską. Słusznie bowiem przewidywali, że planowane połączenie narazi tę kolej na obniżenie zysków, gdyż w przypadku realizacji planów zostanie utracona znaczna część transportów towarowych, kierowanych do tej pory (od 1859) przez Ząbkowice i Szopienice.
Ostatecznie przeważył interes akcjonariuszy Kolei Warszawsko-Wiedeńskiej. Dzięki umiejętnie prowadzonej kampanii prasowej doprowadzili oni 16 czerwca 1869 do ogłoszenia na walnym zgromadzeniu uchwały o wszczęciu budowy linii Częstochowa – Herby bez określenia terminu jej zakończenia. Przez następne lata nic się nie działo w sprawie linii. Dopiero gdy nastąpiło pewne odprężenie w stosunkach niemiecko-rosyjskich, plany budowy kolei stały się bardziej realne, a nawet zaczęto rozważać budowę odcinka Częstochowa – Kielce.

## Etapy budowy i modernizacji
- 1892 – odcinek Lubliniec – Herby Pruskie – zbudowany przez Pruskie Koleje Państwowe
- 1903 – odcinek Herby Ruskie – Częstochowa Stradom (jako linia kolei wąskotorowej) – inwestycja rosyjska
- 1905 – tor o normalnym rozstawie łączący Herby Pruskie z rosyjskimi Herbami Ruskimi
- 1911 – odcinek szerokotorowy Częstochowa Stradom – Kielce oraz przebudowa wąskotorowego odcinka z Częstochowy do Herb na rozstaw szerokotorowy.

W trakcie I wojny światowej, posuwające się na wschód wojska niemieckie przebudowały, podobnie jak i większość innych odcinków, szlak ten na normalnotorowy (europejski rozstaw 1435 mm).
- 1965 – elektryfikacja odcinka Częstochowa Stradom – Liswarta
- 1973 – elektryfikacja odcinków Liswarta – Lubliniec oraz Koniecpol – Częstochowa Stradom,
- 1974 – elektryfikacja odcinka Kielce – Koniecpol.

Obecnie na całym przebiegu linia jest dwutorowa i zelektryfikowana. W 2007 wyremontowano jeden tor odcinka Częstochowa Gnaszyn – Jawornica (przedmieścia Lublińca), dzięki czemu pociągi jadące z Lublińca do Częstochowy mogą rozwijać prędkość nawet do 120 km/h. Kolej Herbsko-Kielecka ma ważne znaczenie dla ruchu towarowego, ruch pasażerski jest głównie prowadzony natomiast na odcinku Częstochowa – Lubliniec, który jest wykorzystywany przez pociągi relacji Wrocław – Warszawa.

## Połączenia osobowe
Relacje pociągów:
- osobowych:
  - Kielce Główne – Włoszczowa – Częstochowa Stradom,
  - Częstochowa Osobowa – Lubliniec/Opole Główne/Wrocław Główny,
  - Lubliniec – Częstochowa – Piotrków Tryb. – Łódź
- pospiesznych:
  - Bielsko-Biała Główna – Katowice – Kielce Główne.
  - Olsztyn – Warszawa – Częstochowa – Lubliniec – Opole – Wrocław
  - Wrocław – Opole – Lubliniec – Częstochowa – Skierniewice – Warszawa – Białystok – Suwałki
  - Warszawa Wschodnia – Skierniewice – Częstochowa – Lubliniec – Opole – Wrocław
  - Lublin – Radom – Kielce Główne – Lubliniec – Opole – Wrocław
  - Opole – Lubliniec – Częstochowa – Skierniewice – Warszawa Wsch.
  - Szklarska Poręba/Kudowa-Zdrój – Wrocław – Lubliniec – Skierniewice – Warszawa Wsch.
  - Świnoujście – Łódź – Częstochowa – Kielce Główne (sezonowy)

Na odcinku Częstochowa – Lubliniec kursują ponadto, raz bądź kilka razy w roku, tzw. pociągi pielgrzymkowe, w relacjach:
- Częstochowa – Lubliniec – Ostrów Wlkp. – Poznań Główny – Piła Główna – Słupsk
- Częstochowa – Lubliniec – Ostrów Wlkp. - Gniezno – Inowrocław – Bydgoszcz Główna
- Częstochowa – Lubliniec – Ostrów Wlkp. – Poznań – Stargard – Szczecin Główny